# Ustou
Ustou is een gemeente in het Franse departement Ariège (regio Occitanie) en telt 355 inwoners (2004). De plaats maakt deel uit van het arrondissement Saint-Girons.

## Geografie
De oppervlakte van Ustou bedraagt 87,8 km², de bevolkingsdichtheid is 4,0 inwoners per km².
De onderstaande kaart toont de ligging van Ustou met de belangrijkste infrastructuur en aangrenzende gemeenten.

## Demografie
Onderstaande figuur toont het verloop van het inwonertal (bron: INSEE-tellingen).

Vanwege een beveiligingsprobleem met de MediaWiki Graph-software is het momenteel niet mogelijk deze grafiek weer te geven. Zodra de software is bijgewerkt zal de grafiek vanzelf weer zichtbaar worden.

## Trivia
De regio was in de 19e eeuw bekend voor haar berentemmers.